# Copamiento del cuartel de La Tablada
El copamiento del cuartel de La Tablada, también llamado combate de La Tablada o batalla de La Tablada fue un intento de ocupación de la guarnición del Ejército Argentino ubicada en La Tablada, en la provincia de Buenos Aires, el 23 y 24 de enero de 1989, por un comando del Movimiento Todos por la Patria (MTP), durante la presidencia constitucional de Raúl Alfonsín. El ataque fue rechazado luego de varias horas de combate. Resultaron muertos 2 civiles, 32 miembros del MTP, 9 militares y 2 policías. Cuatro integrantes del comando fueron detenidos desaparecidos por las fuerzas gubernamentales, y su suerte nunca fue revelada por el Estado argentino.
Según el MTP el ataque fue para detener un golpe de Estado carapintada, en tanto que la conclusión de la investigadora Claudia Hilb, es que la cúpula del MTP pretendía provocar —mediante un fingido ataque carapintada al cuartel— una insurrección popular manipulando los sentimientos antigolpistas.En 1997 la Corte Interamericana de Derechos Humanos (CIDH) tuvo por probado que el Estado argentino fusiló, torturó y vejó a varias de las personas que fueron detenidas, evitó investigar los delitos de lesa humanidad cometidos por los militares y otros funcionarios, además de no respetar el derecho al debido proceso.
El presidente Alfonsín sostuvo que fue él quien ordenó la represión, algo que también compartió la Comisión Interamericana de Derechos Humanos al investigar los hechos. Celesia sostiene que durante el primer día, las operaciones represivas dentro del cuartel estuvieron bajo el mando autónomo del poder militar y que el presidente Alfonsín recién pudo asumir el control de las mismas a partir del día siguiente. La represión llevada a cabo por el Ejército se caracterizó por un alto grado de violencia; en 1987 y 1988 Alfonsín había enfrentado sin recurrir a la violencia y negociando con los sublevados, tres insurrecciones militares carapintadas.
El juicio contra los atacantes se realizó en forma sumaria ese año sin respetar el derecho al debido proceso, con condenas «ejemplificadoras», completadas en 1997 con las condenas de Gorriarán Merlo y Ana María Sívori. En 1997 la Corte Interamericana de Derechos Humanos (CIDH) tuvo por probado que el Estado argentino fusiló, torturó y vejó a varias de las personas que fueron detenidas, evitó investigar los delitos de lesa humanidad cometidos por los militares y otros funcionarios, además de no respetar el derecho al debido proceso.
Doce años después de los hechos, luego de una huelga de hambre de los presos de La Tablada y presionado por los cuestionamientos de la CIDH, la comunidad internacional y las organizaciones de derechos humanos, el presidente Fernando de la Rúa, conmutó las penas de los condenados. En 2003 el presidente Eduardo Duhalde indultó a los condenados.
La investigación sobre delitos de lesa humanidad cometidos por las fuerzas del gobierno se ha visto obstaculizada. En diciembre de 2016, el Poder Judicial reabrió la investigación luego de que la Corte Suprema lo ordenara el año anterior. En abril de 2019 comenzó el primer juicio por solo uno de los cuatro desaparecidos, aunque incluye las torturas y el posterior ocultamiento, en el que se vio involucrado Alberto Nisman. En el mismo resultó condenado a cadena perpetua el único acusado por el asesinato y desaparición de José Alejandro Díaz, el exgeneral Alfredo Arrillaga, quien ya se encontraba cumpliendo condena por crímenes de lesa humanidad en la Base Naval de Mar del Plata cometidos durante la última dictadura cívico-militar.

## Antecedentes

### Situación política
El 10 de diciembre de 1983, la Argentina había recuperado una vez más la democracia, luego de la dictadura autodenominada Proceso de Reorganización Nacional (1976-1983). El país venía de un ciclo de intermitencia de gobiernos constitucionales y dictatoriales desde 1930, cuando el gobierno liderado por Hipólito Yrigoyen fue derrocado por el primer golpe cívico-militar del país, seguido por los de 1943, 1955, 1962, 1966 y 1976.
El gobierno del presidente Alfonsín tenía como primer desafío interrumpir el ciclo elección-golpe, consolidar la democracia y entregar el mando a otro presidente constitucional al finalizar su mandato el 10 de diciembre de 1989.
Ni bien asumió, Alfonsín ordenó investigar los delitos de lesa humanidad de la dictadura, para lo que creó la Comisión Nacional sobre la Desaparición de Personas, a la vez que ordenó enjuiciar a las tres juntas militares que se habían sucedido desde 1976, y a las contemporáneas cúpulas guerrilleras —Montoneros y ERP—. En 1985, tras el Juicio a las Juntas, resultaron condenados cinco de los nueve dictadores; dos, a reclusión perpetua. Los delitos revelados abrieron nuevos juicios por crímenes de lesa humanidad.
Al promediar el gobierno de Alfonsín se incrementaron las presiones de importantes grupos de poder, con la intención de que el Estado dejara de investigar los crímenes y juzgar a sus responsables, abriendo camino a una amnistía. Como resultado de esas presiones, Alfonsín envió al Congreso una «Ley de Punto Final» que establecía una fecha tope para iniciar juicios por crímenes de lesa humanidad, fue la primera de las llamadas leyes de impunidad.

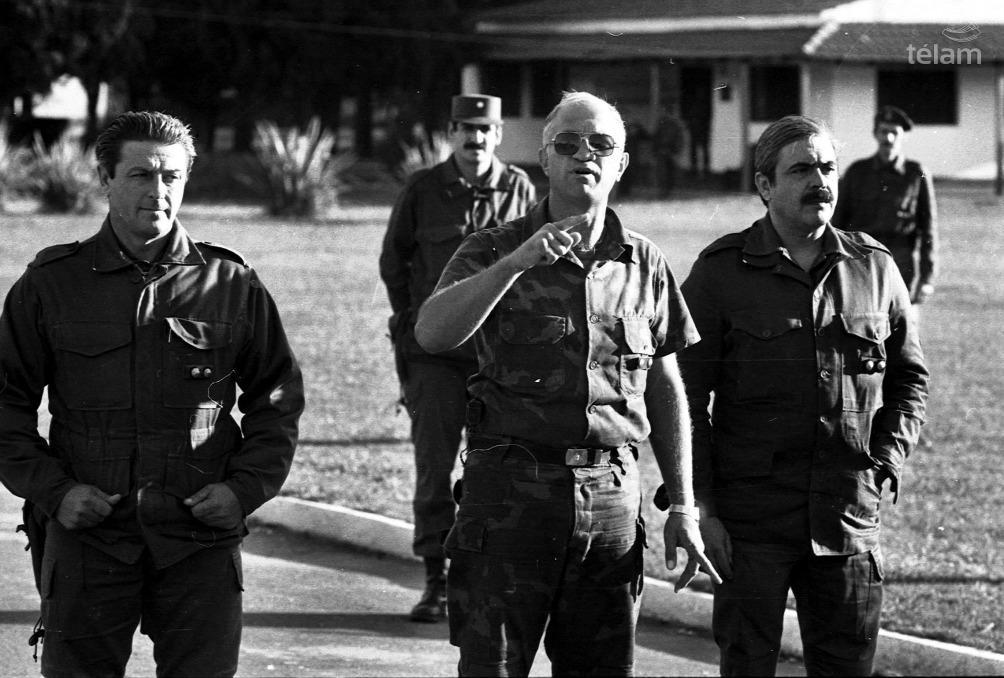
Jefes militares carapintadas sublevados en Semana Santa de 1987. En el centro el teniente coronel Aldo Rico.

Pese a ello, en la Semana Santa de 1987, un grupo de militares que adoptó el nombre de Carapintadas, se alzó contra el gobierno, exigía que no se enjuiciara a quienes habían cumplido órdenes al cometer los crímenes. El Presidente envió tropas para contener el levantamiento, pero los oficiales demoraron la llegada, con lo que quedó en evidencia que el gobierno no tenía mando efectivo.  
La respuesta provino de la multitud civil, apoyada por los medios y los canales de televisión en manos del Estado. Varios observadores atribuyen a esa movilización civil, la causa de que el levantamiento carapintada no desencadenara un golpe de Estado. Alfonsín negoció con los insurrectos y envió al Congreso el segundo proyecto de impunidad, la «Ley de Obediencia Debida», que prohibía enjuiciar a militares que hubieran cometido delitos cuando tenían grado inferior a coronel. 
Esas concesiones no pusieron fin a las insurrecciones militares, apoyados por grupos de poder que deterioraron la economía, ya jaqueada por una deuda externa insostenible generada por la dictadura y una inflación que en 1987 alcanzó el 174 % y, en 1988, superó el 387 % anual, lo que redujo los salarios reales, congelados por la decisión gubernamental de no negociar convenios colectivos de trabajo.  
La situación empeoró: Dos nuevas insurrecciones carapintadas se produjeron en enero de 1988 y en diciembre de 1988. Un mes después, ya en año electoral, se produjo el alzamiento del MTP. 
En mayo, Alfonsín perdió las elecciones y, en julio, debió adelantar la entrega de la Presidencia a Carlos Menem, cinco meses antes de terminar su mandato.

### El MTP
El Movimiento Todos por la Patria (MTP) fue una pequeña organización política con tendencia de izquierda «movimientista», que reunía a militantes que provenían del ERP —una organización guerrillera guevarista que había actuado en la década de 1970—, con militantes socialcristianos, peronistas, radicales, intransigentes, comunistas y socialistas. Pretendía constituirse en una corriente que, partiendo del apoyo a la experiencia democrática liderada por Raúl Alfonsín, retomara las banderas de «liberación nacional» que dominaron la política antes de la dictadura instalada en 1976 y contribuyera a evitar un nuevo golpe de Estado que reiniciara el ciclo repetido desde 1930.
La iniciativa partió del grupo de sobrevivientes del ERP liderado por Enrique Gorriarán Merlo —conocido por su mote «el Pelado»—, denominado como los «peladistas», luego de haber actuado en la Revolución sandinista y haber realizado la operación que mató al exdictador nicaragüense Anastasio Somoza. Al recuperarse la democracia en Argentina en diciembre de 1983, Gorriarán pensaba que para profundizarla y evitar un nuevo golpe de Estado, era necesario crear un «movimiento» que uniera a los sectores progresistas de los partidos populares y los sectores de la Teología de la liberación, con las nuevas generaciones. En esa visión se notaba la influencia de la experiencia sandinista en Nicaragua, con su perfil movimientista, frentista y cristiana. Contaba con el apoyo político-financiero de la inteligencia cubana, del gobierno sandinista y con fondos de operaciones ilegales.
Gorriarán convocó a Nicaragua a referentes progresistas de distintas corrientes y de allí surgió la posibilidad de fundar una revista que sirviera de aglutinadora. En noviembre de 1984 se publicó el primer número de la revista Entre Todos, dirigida por Carlos Alberto «Quito» Burgos y su esposa Martha Fernández, en la que escribieron representantes de los más diversos sectores del campo "nacional y popular". El lema de la revista era «Entre Todos los que queremos la liberación», aclarando que abarcaba a «peronistas, radicales, intransigentes, cristianos, socialistas, comunistas, independientes». El espacio obró también como punto de reencuentro para varias personas que habían militado en el PRT-ERP: algunos habían estado en la cárcel, como Francisco Provenzano, Roberto Felicetti y Carlos Samojedny; otros se habían incorporado al Partido Intransigente, o que provenían del PC, como el periodista Alfredo Leuco.
Luego de poco más de un año se consolidó un grupo pluralista, en condiciones de fundar una nueva organización política, movimientista y cristiana. La asamblea que fundó el Movimiento Todos por la Patria (MTP) se realizó el 8 de mayo de 1986, en Managua, porque Gorriarán no podía ingresar a la Argentina debido al decreto de Alfonsín ordenando enjuiciar a las cúpulas guerrilleras de los años 1970. Su objetivo era dar forma a una fuerza política capaz de competir con éxito en las elecciones. Su primera Mesa Nacional estuvo integrada por Jorge Baños, «Quito» Burgos, los exsacerdotes Rubén Dri y José «Pepe» Serra, Martha Fernández, José Liñeiro, y Melitón Vázquez. A la vez, el MTP decidió sacar un diario que, desde un periodismo independiente y no partidario, impulsara la conformación de una corriente de izquierda movimientista en Argentina: el 26 de mayo de 1987 salió el primer número de Página/12, el emprendimiento periodístico argentino más exitoso, en términos simbólicos, de las últimas décadas del siglo XX.
El MTP se presentó en las elecciones legislativas del 6 de septiembre de 1987 en las provincias de Córdoba, Jujuy, Neuquén, Salta y Santiago del Estero, con magros resultados y sin lograr la elección de ningún representante.
El auge del movimiento carapintada y el mal desempeño electoral produjo una fuerte división interna y un viraje en la orientación del MTP, postergando los esfuerzos encaminado a formar un frente multipartidario de unidad, para adoptar una postura más vanguardista, retomando el paradigma de la lucha armada para enfrentar a los golpistas que predominó en la década de 1970. La ruptura comenzó en diciembre de 1987, cuando se incorpora a la Mesa Nacional Gorriarán Merlo y varios dirigentes importantes abandonaron el MTP, como Rubén Dri, Manuel Gaggero,  Pablo Díaz y Pepe Serra, junto a grupos importantes de militantes, sobre todo en Buenos Aires, Gran Buenos Aires y Córdoba, disconformes con el rumbo abiertamente vanguardista y el cariz conspirativo que tomaba el MTP. La nueva Mesa Nacional quedó integrada por Gorriarán, Francisco "Pancho" Provenzano, Jorge Baños, el sacerdote Antonio Puigjané y Roberto Felicetti.
La sangría del MTP continuó en 1988, con el alejamiento de referentes disconformes con el verticalismo creciente, como Alberto Genoud, Fernando Dondero, Mariano Duhalde, Marcos Adandia, Luis Lea Place y Daniel de Santis, junto a grupos que actuaban en la Capital Federal, Lanús y Neuquén.
En 1988 el MTP empezó a hacer trabajos de inteligencia sobre el Ejército argentino, evaluando que la agudización de los levantamientos militares y el deterioro de la situación económica-social, conducía a un nuevo golpe de Estado. Según Celesia, "En ese momento muchos le contestaban al MTP que no había un golpe en marcha porque no había margen y que lo que había que hacer era estar atento al movimiento de los carapintadas pero no sobreactuar", afirmando que los levantamientos carapintadas no tenían características golpistas. Otros, como el entonces diputado nacional de la UCR Leopoldo Moreau, sostienen que había una acción terrorista impulsada por ciertos medios de comunicación y algunos agentes económicos destinada a fogonear el golpe de Estado económico que derrocaría al presidente Alfonsín seis meses después del copamiento de La Tablada.
El 16 de enero de 1988 se produjo el segundo levantamiento militar carapintada, en Monte Caseros, con un resultado de tres militares muertos y una nueva movilización civil en defensa de la democracia, que fortaleció la postura del sector «peladista», que sostenía que el golpe de Estado estaba en marcha y que había que concentrar la acción del movimiento en detenerlo. 
En marzo de 1988 el grupo decidió dejar de publicar la revista Entre Todos y se concentró en proclamar la posibilidad de que se produjera un golpe de Estado, sea en la forma tradicional o institucional y que uno de los medios que podían llegar a usar los golpistas era mediante hechos que levantaran el fantasma del "brote subversivo".
Un tercer levantamiento carapintada se realizó el 1 de diciembre de 1988 en Villa Martelli, durante el que fue asesinado un civil. La insurrección convenció al MTP que el golpe era inminente y tenía como fin desplazar al presidente Alfonsín antes de las elecciones. Gorriarán mandó a traer a Buenos Aires algunas armas que había sido enterradas en Jujuy cuando se inició la guerra de las Malvinas, al desarmar un pequeño núcleo guerrillero que venía actuando sin combatir desde un año antes. Las fotos del periodismo luego del enfrentamiento, muestran esas armas sucias y oxidadas. El 7 de diciembre, el periódico Página/12 (financiado por el MTP) publicó un artículo de Gorriarán, que aún tenía pedido de captura debido al decreto de Alfonsín, titulado «Resistamos a la amnistía y el golpe». El 29 de diciembre Página/12 publicó una entrevista a Jorge Baños con el título «Los militares se preparan para salir de nuevo». Baños había denunciado judicialmente unos días antes la intención golpista de los carapintadas. El 12 de enero de 1989, el MTP llamó la atención de la opinión pública, denunciando en conferencia de prensa que el candidato peronista Carlos Menem, el carapintada Seineldín y el sindicalista peronista Lorenzo Miguel preparaban un golpe. El 17 de enero, Quito Burgos publicó en Página/12 un artículo sobre la inminencia del golpe titulado Un secreto a voces. Fue la última declaración pública del MTP antes del asalto.

## Los hechos
En la madrugada del 23 de enero de 1989, unos setenta miembros del MTP se movilizaron. Es lunes de un verano muy caluroso. El objetivo fue tomar el cuartel de La Tablada en el partido de La Matanza, llamar la atención de los medios de comunicación para desencadenar una «insurrección popular» y con los tanques del regimiento emprender una marcha hacia la Casa de Gobierno en la Plaza de Mayo, distante a veintitrés kilómetros, para «exigir cambios de fondo» y «hacer la revolución». Los atacantes sostuvieron en el juicio que el objetivo del copamiento era frenar un golpe de Estado supuestamente planeado para ese día, organizado por el candidato presidencial del peronismo Carlos Menem, el líder carapintada coronel Mohamed Alí Seineldín, y el dirigente que conducía la rama sindical peronista, Lorenzo Miguel. Eduardo Anguita contó que días antes del ataque fue contactado por Baños para que se sumara al operativo y se negó, agregó que el complot «de los turcos» fue un invento preparatorio del ataque y agregó «yo tenía datos de inteligencia de que no existía… y en una de nuestras charlas Pancho (Provenzano) me reconoció que era un armado mediático». Por su parte Eduardo Barcesat, uno de los abogados defensores de los atacantes declaró: «Convinimos que ellos (los atacantes procesados) iban a decir que fueron a parar un golpe carapintada. Era lo único que medianamente podía amortiguar el desprestigio al que sumieron a toda la izquierda… pero la explicación era lo otro, que creían que había un vacío de poder y que llegando a la Plaza de Mayo iba a haber un levantamiento popular que los iba a entronizar».
El MTP era una agrupación política legalmente reconocida. La mayoría de los atacantes carecía de instrucción militar, estaban mal armados y el objetivo del copamiento no era iniciar un proceso de lucha armada guerrillera, sino generar un hecho político que desencadenara una insurrección popular ese mismo día. Los atacantes ni siquiera tenían un Plan B, en caso de que no pudieran tomar los tanques. Algunos de sus miembros compararon la operación con el asalto al cuartel Moncada en Cuba, tres años antes de que se iniciara la lucha guerrillera contra la dictadura de Batista, que le permitió a Fidel Castro y a la juventud del Partido Ortodoxo presentarse ante la ciudadanía como defensores de la democracia contra la dictadura.

### El ingreso

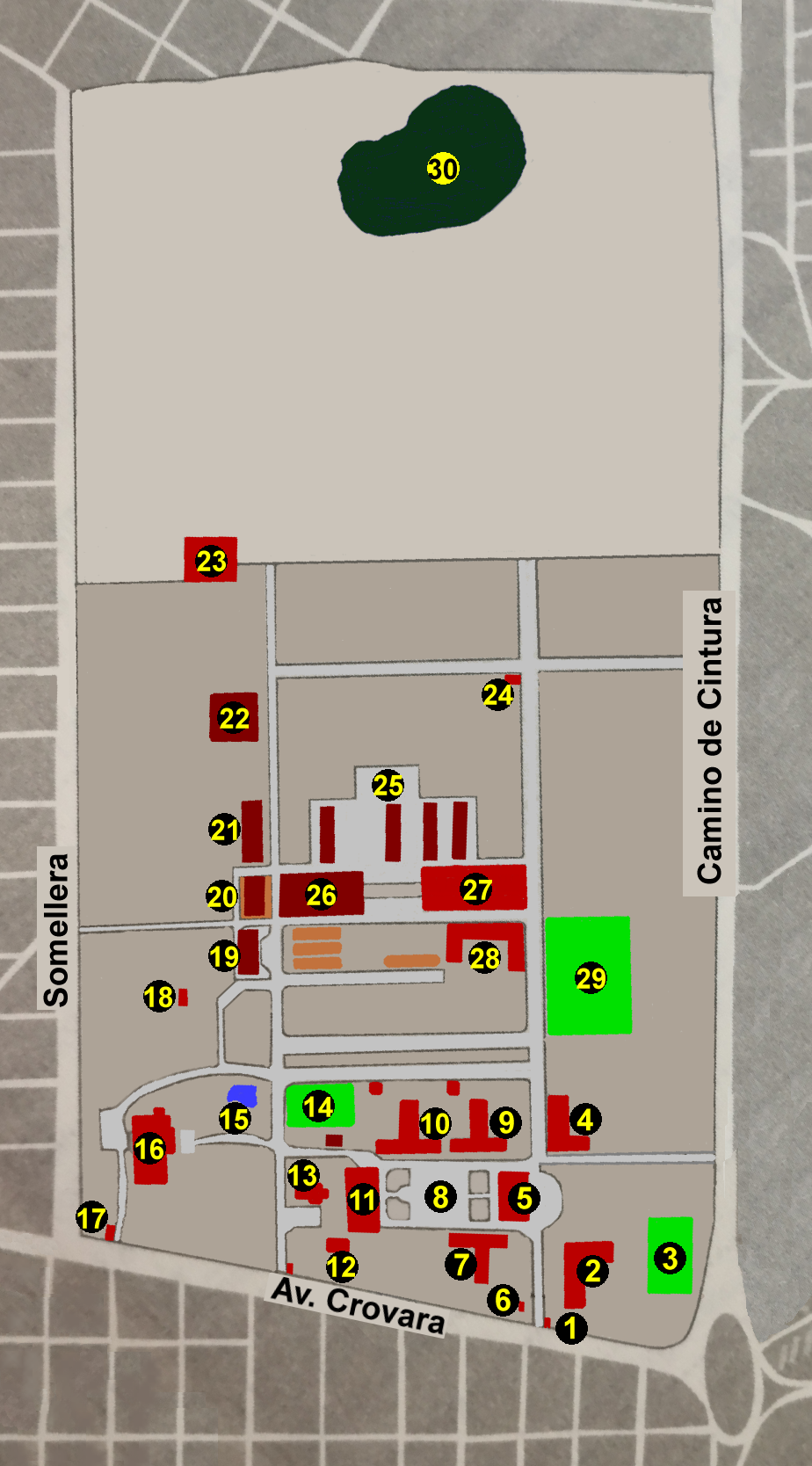
Mapa del Regimiento de La Tablada. Las medidas del terreno son 750 metros de frente por 1400 de fondo. Referencias: 1) Puesto N.º 1. 2) Guardia de Prevención y Calabozos. 3) Cancha de fútbol. 4) Enfermería. 5) Mayoría. 6) Baño. 7) Comandos y Servicios. 8) Plaza de Armas. 9) Compañía A. 10) Compañía B. 11) Casino de Suboficiales. 12) Capilla. 13) Comedor. 14) Cancha de fútbol. 15) Piscina. 16) Casino de Oficiales. 17) Puesto N.º 3. 18) Puesto Somellera. 19) Garaje. 20) Taller. 21) Caballeriza. 22) Polígono de Tiro. 23) Polvorín. 24) Puesto Spinossi. 25) Galpones de Tanques. 26) Depósito de combustibles. 27) Casino de Suboficiales EECB1. 28) Logística General. 29) Cancha de Polo. 30) Tosquera.

El Regimiento de Infantería Mecanizado 3 se encontraba en el cruce de la avenida Crovara y el Camino de Cintura, en La Matanza. Se trataba de un gran terreno de 750 metros de frente por 1400 metros de fondo. La entrada principal se encontraba sobre la avenida Crovara, unos 150 metros antes de llegar al Camino de Cintura.
A las 05:30, efectivos del MTP interceptaron el camión Ford F-7000 de la empresa Coca-Cola que abastecía el regimiento y arribaron al cuartel media hora más tarde, junto con varios autos. Los 46 guerrilleros disponían de walkie-talkie para sus comunicaciones. El operativo estuvo comandado por Gorriarán Merlo, que debía permanecer afuera del cuartel hasta que el mismo fuera asegurado. Otros miembros del MTP permanecieron también fuera de las instalaciones, con la función de actuar como apoyo logístico y agitadores de la población. Dentro del Regimiento se encontraba una guarnición mínima de 120 hombres, muchos de ellos soldados realizando el servicio militar obligatorio; el oficial de mayor graduación era el mayor Horacio Fernández Cutiellos.
El camión, seguido de un Ford Falcon verde, embistió súbitamente la barrera de la entrada (Puesto N.º 1), ingresando al cuartel por la entrada principal de la Avenida Crovara. El fiscal de la causa, los medios de comunicación y algunos sitios web, informaron profusamente y aún siguen afirmando en algunos casos, que el soldado que custodiaba el acceso había sido aplastado por el camión, causándole la muerte instantánea. La información es falsa y tanto el soldado —de apellido Morales—, como el cabo Garnica, que también se encontraba allí, recibieron lesiones de escasa consideración.
Inmediatamente detrás del camión ingresaron por el camino principal seis autos trayendo al grueso de los atacantes, que estaban divididos en cinco grupos. El más numeroso, compuesto por 14 personas, debían llegar a los galpones del fondo, aproximadamente a 600 metros de la entrada, donde se encontraban los tanques para tomar control de los mismos. Los demás formaban cuatro grupos de ocho, cada uno con la misión de controlar un punto estratégico respectivo.

### Los combates de la mañana
Con el fin de sorprender a los militares, el MTP había decidido simular que se trataban de carapintadas, pero el ardid no tuvo el efecto deseado; Casi de inmediato, los soldados que se encontraban en la Guardia, a unos cien metros de la entrada, abrieron fuego contra el camión, matando al acompañante, Pedro «Pety» Cabañas, que se convierte en el primer muerto del enfrentamiento. Los disparos hicieron al conductor del camión perder el control y estrellarse cien metros después de pasar frente a la Guardia de Prevención, a la altura de la Enfermería. En la Guardia se encontraban también los calabozos, en donde estaban presos tres conscriptos por deserción.

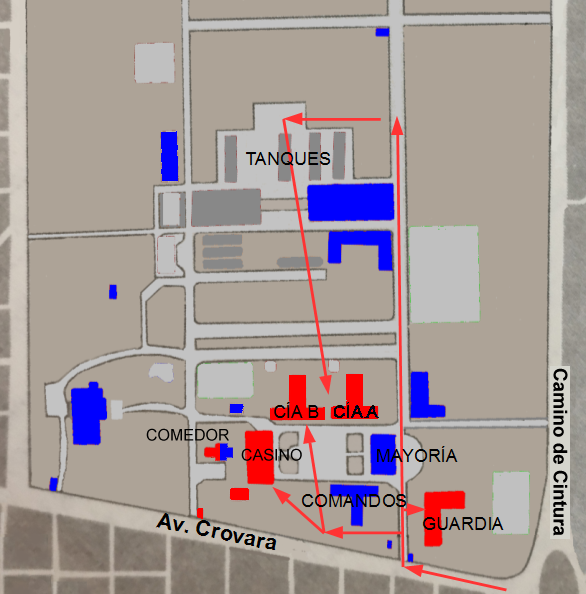
Movimientos y posiciones en la mañana del 23 de enero. En azul las tropas defensoras (Ejército) y en rojo las tropas atacantes (MTP). El frente sobre Crovara tiene 750 metros.

Trece atacantes concentraron el fuego sobre la Guardia de Prevención —Sánchez, Ruiz, Caldú, José Díaz, Mendoza, Burgos, Álvarez, Arroyo, Baños, Mamani, Falco, Félix Díaz y Veiga—, de la que se apoderaron casi de inmediato ante el repliegue de los dos guardias que la defendían —Sosa y Escalante—. En la puerta de la Guardia murió de un disparo el soldado Tadeo Taddía cuando intentaba rendirse, variando las versiones sobre cuál de los dos bandos lo mató. Entró en escena entonces el mayor Fernández Cutiellos, que desde el edificio de Mayoría, a unos 70 metros de la Guardia, mató a tres miembros del grupo —Caldú, Mendoza y Arroyo— e hirió a otros cinco —Sánchez, Mamani, Félix Díaz, Veiga y Baños—. 
Fernández Cutiellos se comunicó con la X Brigada Mecanizada alertando sobre el ataque y con el jefe del Regimiento, teniente coronel Jorge Zamudio que le ordena resistir el ataque. Poco después resultaría muerto en el combate, pero para entonces el copamiento ya había fracasado.
Mientras tanto, los otros grupos intentaban tomar sus objetivos. El más importante era el grupo «Tanques», del que dependía toda la operación, integrado por doce personas –de las cuales sólo cinco tenían entrenamiento militar–, con Roberto Vital Gaguine como jefe. Los tanques se encontraban en los galpones del fondo, a casi un kilómetro de la entrada. El grupo combatió más de dos horas y llegó a abrir dos galpones, pero no aquellos en los que se encontraban los tanques. Los miembros del MTP fueron atacados desde el Casino de Suboficiales de EEGBI, el Puesto Spinassi y la Caballeriza, debiendo finalmente retroceder y refugiarse en el edificio de la Compañía B, que ya había sido ocupada por el Grupo 3. En ese tramo murieron en acción Pablo Belli y Aldira Pereyra Nunes del MTP, así como el cabo José Albornoz y el soldado Domingo Grillo, del Ejército.
Otro grupo, liderado por Roberto «Gordo» Sánchez, tenía como misión tomar el edificio de Comandos y Servicios ubicado cerca de la entrada, frente a la Guardia. El asalto fue repelido exitosamente por el teniente Gerardo Vlcek, con apoyo del cabo Néstor Fernández y varios soldados, quienes mataron en combate a los guerrilleros Félix Díaz, Ricardo «Pichi» Arjona y Eduardo «Rockero» Agüero, siendo estos dos últimos pertenecientes al grupo que debía tomar el Comedor. Sánchez también resulta herido en los enfrentamientos, siendo detenido con vida y ejecutado ilegalmente.
Simultáneamente, en la primera hora, otros tres grupos se dirigieron a tomar los objetivos de la Plaza de Armas que se encuentran más alejados:
- Francisco Provenzano comandaba el grupo que toma el Casino de Suboficiales, a unos 300 metros de la Guardia, del otro lado de la Plaza de Armas. Lo hacen sin combatir porque encontraron a sus ocupantes durmiendo.[57]
- Claudia Acosta con su grupo tuvieron como objetivo el Comedor que se encuentra detrás del Casino de Suboficiales. El Comedor es tomado parcialmente por los atacantes, mientras que un sector del mismo es defendido por los tenientes Martín Molteni, Ramón Sánchez y Mario Amarante, y el sargento José Soria. Se producen varios enfrentamientos en los que mueren el sargento José Manuel Soria de la Policía Bonaerense. También resultan heridos Berta Calvo del MTP y el comisario Emilio García García. La primera sería fusilada ilegalmente al día siguiente y el segundo moriría en el hospital tres días después.[58]
- Claudia Lareu lideraba el grupo que toma la Compañía A, ubicada en otro de los laterales de la Plaza de Armas, al rendirse el Sargento Abel Ferreyra. En la acción murió combatiendo el atacante Oscar "Cacho" Allende.[59]

Cerca de las 10:30, los miembros del Grupo Tanques que aún estaban en condiciones de combatir se replegaron y atacaron la Compañía B, defendida por el sargento Córsico y cuatro solados, que se rindieron y entregaron el edificio.
El plan original establecía que si no se lograba hacerse con el cuartel para las 09:30, cada uno de los jefes y jefas de grupo debían ordenar la retirada. Sin embargo, el cerco policial y sobre todo los heridos, hacían imposible la salida del cuartel sin ser detenidos. Por esa razón, la mayoría de los miembros del MTP decidieron permanecer en el cuartel y enfrentar el contraataque del Ejército, aún sabiendo que no había posibilidad de salir victoriosos. Casi todos los hombres y mujeres del MTP se concentraron entonces en el Casino de Suboficiales, con 123 soldados y suboficiales de rehenes, mientras que dos de ellos permanecieron en la Compañía B (Felicetti y Samojedny) y otros dos en la Guardia (Ruiz y Díaz).
Fuera del cuartel, en las inmediaciones, unos diez militantes del MTP permanecían expectantes para comenzar a incitar a la población a una insurrección, una vez que el cuartel fuera tomado. Varios de ellos se instalaron en la estación de servicio de YPF ubicada en la esquina de Crovara y Almafuerte, a cuatro cuadras del regimiento. El mismo lugar fue utilizado por los policías para concentrarse. Frustrada la operación, se retiraron sin haber actuado, según lo establecido previamente en caso de que fracasara el copamiento.

### El contraataque

#### Primeros movimientos
Desde las 06:30, efectivos policiales de la Provincia de Buenos Aires comenzaron a rodear el exterior del cuartel a modo de primera línea de emergencia para repeler a los guerrilleros. Para las 08:00, más de cien policías estaban disparando desde el perímetro del cuartel. A las 09:00 comenzó a intervenir el presidente Alfonsín y se comunicó desde la Casa Rosada con el jefe del Ejército, general Francisco Gassino, quien puso al frente de las tropas en el terreno al general Alfredo Manuel Arrillaga, secundado por el coronel Jorge Halperín, el teniente coronel Jorge Zamudio —jefe del regimiento copado— y el mayor Rodrigo Soloaga. Años después, Arrillaga sería condenado en varias causas por haber cometido crímenes de lesa humanidad durante la última dictadura militar. Los investigadores Felipe Celesia y Pablo Waisberg, autores de un importante libro sobre el tema, sostienen que el presidente Alfonsín fue desplazado del mando sobre el Ejército, al menos hasta el mediodía del día siguiente, pero Alfonsín nunca realizó declaraciones referidas a ese eventual desplazamiento del mando, hizo explícito que él fue quien ordenó la represión, y felicitó a los militares por su accionar. La Comisión Interamericana de Derechos Humanos también sostuvo que la operación militar estuvo bajo el mando del presidente.
Ese mismo día, los medios de comunicación difundieron la declaraciones del general Arrillaga informando que el objetivo de la operación de recuperación era «aniquilar» a los miembros del MTP:

…la operación de recuperación es una operación táctica. La maniobra táctica es el uso de los medios, del terreno, de toda la situación, y que busca aniquilar al enemigo.
General Alfredo Arrillaga

La declaración pública del general Arrillaga sería citada por la Comisión Interamericana de Derechos Humanos como prueba para responsabilizar al Estado argentino por los delitos del lesa humanidad que se cometieron en la represión del copamiento.
A las 09:00 Arrillaga instaló el puesto de mando en el Puente 12 de la autopista a Ezeiza. Una de sus primeras medidas fue interferir las comunicaciones de los atacantes, desde un Boeing 707 de la Fuerza Aérea Argentina. Recién cerca de las 11:00 el Ejército comenzó a intervenir en la situación, desplegando artillería, tanques y más de tres mil soldados para reprimir a los ocupantes y retomar el cuartel. Algunos periodistas han calificado ese tiempo de reacción como una «demora inexplicable».
A esa hora, por el fondo del cuartel donde se encontraba la tosquera, ingresó el primer grupo de militares, entre quienes se hallaba Zamudio. Superando los disparos de armas de fuego y de tres cohetes por parte de los guerrilleros, llegaron al sector de tanques, que ya había sido abandonado por los atacantes, y lograron poner en marcha dos vehículos blindados con los que se dirigieron a la Plaza de Armas. Uno de ellos quedó inutilizado al ser impactado por un proyectil antitanque de las fuerzas del MTP.

#### La Guardia
Poco después, el Grupo de Artillería de Defensa Aérea 101, al mando del teniente coronel Emilio Guillermo Nani, instaló tres cañones de 30 mm sobre la Avenida Crovara. Mientras sus hombres instalaban las baterías, Nani decidió intentar la recuperación del edificio de Guardia, acompañado del sargento Antonio Balbastro de la policía bonaerense, sin otra acción militar que lo apoyara. Al asomarse a la Guardia, Nani recibió un escopetazo en la cara, causándole graves heridas. A las 11:30 la artillería comenzó a bombardear la Guardia.
El Ejército decidió concentrar el fuego sobre el edificio de Guardia y el de Comandos, sin saber que éste estaba siendo defendido por los hombres del teniente Vicek. Ante la posibilidad de caer bajo fuego de tanques, Vicek ordenó abandonar el edificio por uno de los boquetes abiertos, pero un intenso fuego amigo lo impidió. Cerca del mediodía, un soldado tomó el riesgo de quedar al descubierto con una camiseta a modo de bandera, para evitar que las tropas militares y policiales siguieran disparándoles. En medio de una gran confusión, unos 40 soldados en ropa interior salieron corriendo del edificio, poniéndose a resguardo fuera del cuartel, escena que fue captada por todos los medios sin poder explicar qué estaba sucediendo.
Una vez que el Ejército se dio cuenta de que el edificio de Comandos no había sido tomado por los atacantes, concentró la artillería sobre el edificio de la Guardia, donde se encontraban cinco hombres del MTP, varios soldados y desertores en prisión. Las bombas y cañonazos incendiaron el edificio hasta derrumbarlo en parte a las 15:30, quedando bajo los escombros Quito Burgos, Jorge Baños y Rubén Alberto «Kim» Álvarez. La CIDH comprobó que Burgos fue detenido con vida, siendo ejecutado ilegalmente poco después. También se ha denunciado la posibilidad de que Álvarez hubiera sido rematado ilegalmente por los militares. El derrumbe e incendio de la Guardia hizo que los soldados, desertores y los dos atacantes restantes que se encontraban allí lo abandonasen por la ventana trasera. Estos últimos eran José «Maradona» Díaz e Iván Ruiz, que intentaron hacerse pasar por soldados, pero fueron delatados por uno de los desertores, y quedaron detenidos por el teniente primero Carlos Alberto Naselli. Varios periodistas registraron la detención de ambos y su marcha hacia el fondo del cuartel escoltados por Naselli, así como los gritos pidiendo que los maten. Luego de eso Díaz y Ruíz desaparecieron. Hasta el presente sus restos no fueron hallados. Las desapariciones de Díaz y Ruiz también fueron probadas por la CIDH en 1997, pese a lo cual, el Estado no las ha investigado ni informado sobre su suerte. Existe una fuerte presunción de que fueron asesinados por el general Arrillaga y el mayor Varando.
El simultáneo, tuvieron lugar enfrentamientos entre los edificios que están en torno a la Plaza de Armas: de un lado el Casino y las compañías A y B, en manos del MTP, y del otro lado Comandos y Mayoría, en poder de los militares.

#### Compañía A

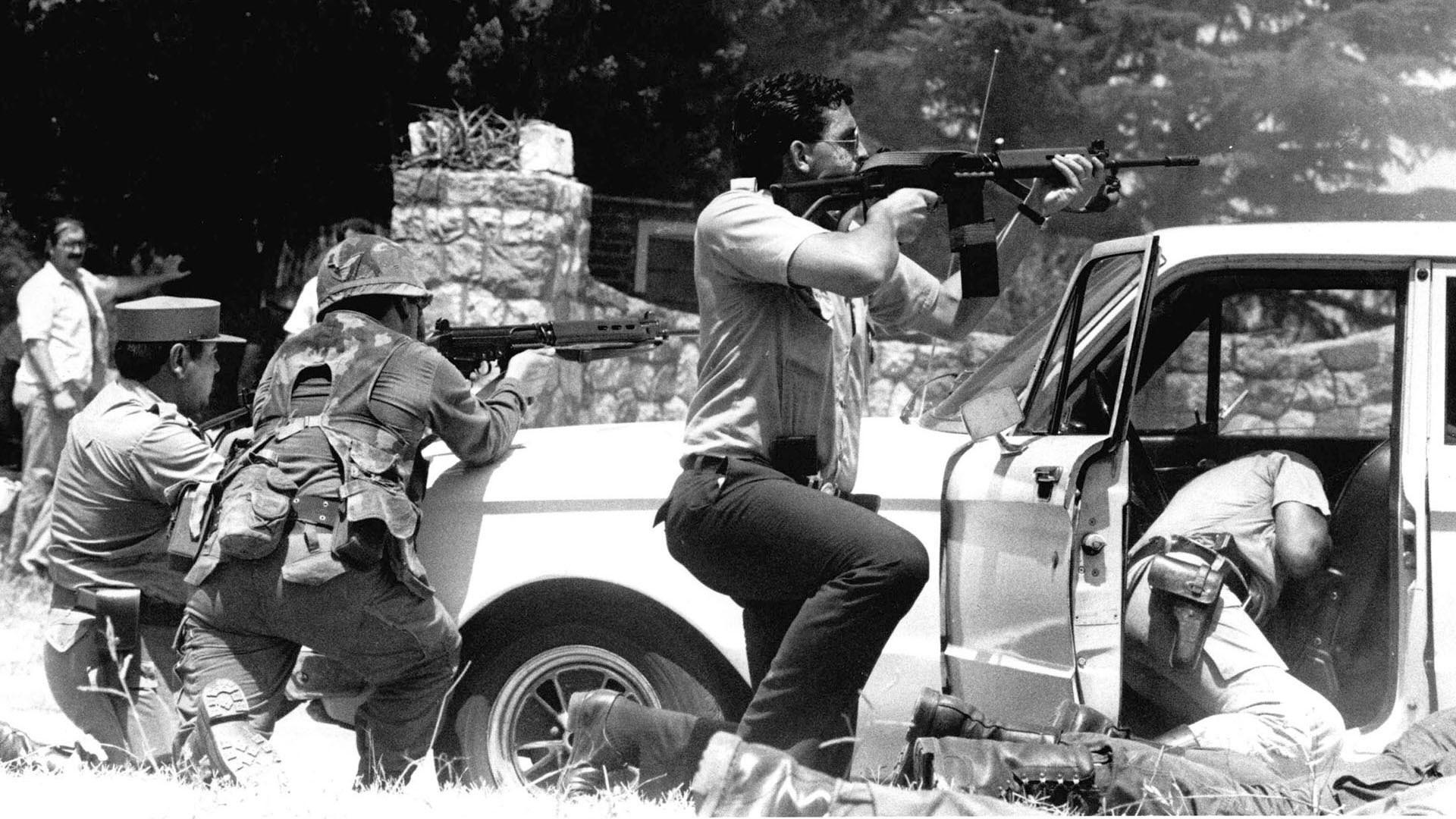
Policías y personal del Ejército disparan contra el MTP.

En la Compañía A, el grupo que tomó el edificio bajo el mando de Claudia Lareu, sacó a los suboficiales y soldados a la galería y les ordenó acostarse boca abajo, frente a la Compañía Comandos, quedando entre los dos fuegos, circunstancia en la que resultaron heridos los soldados Gustavo Bianchi y Marcelo Rodríguez. Acosados desde Mayoría y Comandos, la posición se volvió insostenible y se retiraron hacia la Compañía B. Lareu y Ramos se sumaron al grupo que había tomado la Compañía B, en tanto que el resto se dirigió al Casino de Suboficiales.

#### Compañía B
La Compañía B había sido tomada por los atacantes a media mañana, luego de que se rindieran el sargento Claudio Córsico y cuatro soldados. En la toma murió Juan González Rabugetti y el edificio quedó en manos de siete guerrilleros —Felicetti, Samojedny, Ramos, Gauguine, Murúa, Lareu y Deleis—. Sobre las 13:30, Córsico logró escapar, dejando dentro del edificio a cuatro soldados que se encontraban bajo su mando —Cuevas, Barañao, Rotemberg y Pedelhez—. Inmediatamente después, el Grupo de Operaciones Especiales (GOE) de la policía bonaerense, apoyado por una tanqueta, inició un ataque contra la Compañía B. El asalto fue repelido y las fuerzas policiales recibieron la orden de retirarse. 
A las 20:00 el Ejército inició una nueva ofensiva, desde el lado opuesto a la Plaza de Armas, produciéndose un intenso intercambio, en el que ambos bandos emplearon lanzacohetes. A las 21:15, aún de día, dos cohetes impactaron en la Sala causando una gran explosión en forma de hongo flamígero. Los atacantes del MTP alegaron que el Ejército había usado napalm o bombas de fósforo, mientras que la CIDH consideró que el hecho no pudo ser probado y que aun cuando pudiera probarse no constituía un acto ilegal, debido a que los atacantes no podían ser considerados «civiles en actitud pacífica».
Osvaldo Bayer afirmó que el general Arrillaga «llegó de inmediato con sus tanques y ametralladoras y granadas de napalm». Un tanque chocó la pared trasera, abrió un enorme hueco por el que ingresaron los comandos. Se produjeron intensos tiroteos mientras el edificio se incendiaba y derrumbaba. 
Los cuatro soldados lograron escapar por el baño. Vital Guaguine y Juan Manuel Murúa quedaron atrapados por el incendio, aunque el cadáver de este último no aparecería. Pablo Ramos, Claudia Deleis y Claudia Lareu fueron capturados y fusilados casi de inmediato. Los únicos sobrevivientes, Felicetti y Samojedny, permanecerían escondidos en el edificio hasta la rendición de todo el grupo de sobrevivientes a la mañana del día siguiente.

#### Casino de Suboficiales
En las últimas horas de la tarde, el Ejército concentró su ataque sobre el Casino de Suboficiales, donde se encontraban atacantes y militares rehenes. El frente del edificio era bien visible desde la avenida Crovara y gran cantidad de medios registraron las escenas. Varios tanques rodearon el edificio y procedieron a bombardearlo hasta incendiarlo y casi demolerlo. Un proyectil mató al soldado Héctor Cardozo.
Sobre las 21:00, con las últimas luces diurnas, ingresó un pelotón de ocho comandos y cuatro militares al mando del teniente Ricardo Rolón, con la misión de recuperar el edificio. Los miembros del MTP que habían tomado el edificio se replegaron, sin embargo, erraron en su ubicación debido a que el croquis con el que contaban estaba equivocado. A raíz de esto, Rolón recibió un disparo en la cara que le causó la muerte. El resto de los comandos abandonaron entonces el edificio.

#### Grupo agitador
Los Agitadores tienen como misión agitar políticamente a quienes se acerquen al lugar y guiar la resistencia al supuesto levantamiento “carapintada”. Dicho grupo que suma alrededor de una decena de personas, muchas de ellas esposas de hombres que estaban en el enfrentamiento dentro del cuartel, este grupo se juntó en la estación de servicio de Crovara y Almafuerte que está a cuatro cuadras del ingreso y tiene vista directa al cuartel. A su vez, este grupo contaban con el apoyo de diez compañeros agitando en puntos estratégicos de capital y Gran Buenos Aires. Este grupo también debía estar en constante comunicación con los atacantes ya que desde afuera cerca de los agitadores se encontraba Enrique Gorriaran  Merlo líder del MTP que monitoreaba constantemente el ataque. Entre las 7 y 7:30a. m. los de adentro debían mandar una señal para que Enrique junto a unos compañeros ingresaran, pero la señal nunca llegó y en vez de eso comenzaron a llegar policías uniformados con la misión de rodear el perímetro del cuartel lo que los hizo alertar a los agitadores.
Pasadas las 9 a. m. los guerrilleros no habían salido, en el plan debían salir entre las 8:30 y las 9am. Les interceptaron y cortaron las comunicaciones con los de afuera, por lo que estos no sabían que hacer y nunca se diseño un plan B en caso de que un contratiempo sucediera.
Bien pasado el medio día las piezas de artillería empiezan a disparar por orden del general Arrillaga sobre la guardia de prevención. Empiezan a pensar que deben irse, que no tienen nada más que hacer allí. Juan Manuel Burgos, de 18 años, hijo de Quito y de la abogada y directora de la revista Entre Todos Martha Fernández, sube al auto y va hasta la casa de Pancho Provenzano, donde está su madre. Burgos vuelve pero muchos no se quieren ir, sin embargo, Burgos se va con el primer grupo entre los que estaban Cintia Castro y Guillermo Maqueda, los deja en el destino, descargan unos megáfonos que tenían y Burgos vuelve a la tablada en busca del resto del grupo.
A las 19:00 se retiraron en un auto los últimos cinco militantes de apoyo que se encontraban en las inmediaciones —Juan Manuel Burgos, Dora Molina, Miguel Faldutti, Daniel Almirón y Juan Carlos Abella—, pero fueron detenidos. Luego de sufrir diversas torturas, se registró su detención en las primeras horas del día siguiente. Los cinco serían sometidos a juicio sumario y condenados, junto a los atacantes sobrevivientes y fray Puigjané.

### La noche
Al caer la noche, los combates amainaron. A excepción de Samojedny y Felicetti, que estaban en la Compañía B, el resto de los combatientes que atacaron el cuartel y seguían vivos —diecinueve en total— estaban atrincherados en el Casino de Suboficiales: Acosta, Aguirre, Calvo, Díaz, Fernández, Pedro Luque, Maldonado, Mesutti, Moreyra, Motto, Paz, Provenzano, Joaquín Ramos, Luis Ramos, Rodríguez, Segovia y Veiga. Durante la noche, Segovia y Luque entraron en crisis y optaron por escapar. Lograron llegar agachados a la Plaza de Armas, intentaron cubrirse y al ser descubiertos gritaron «¡No tiren!», pero resultaron abatidos una ráfaga de ametralladora. Durante la noche fueron sacrificados también los siete caballos con que contaba el regimiento.

### 24 de enero

#### Rendición

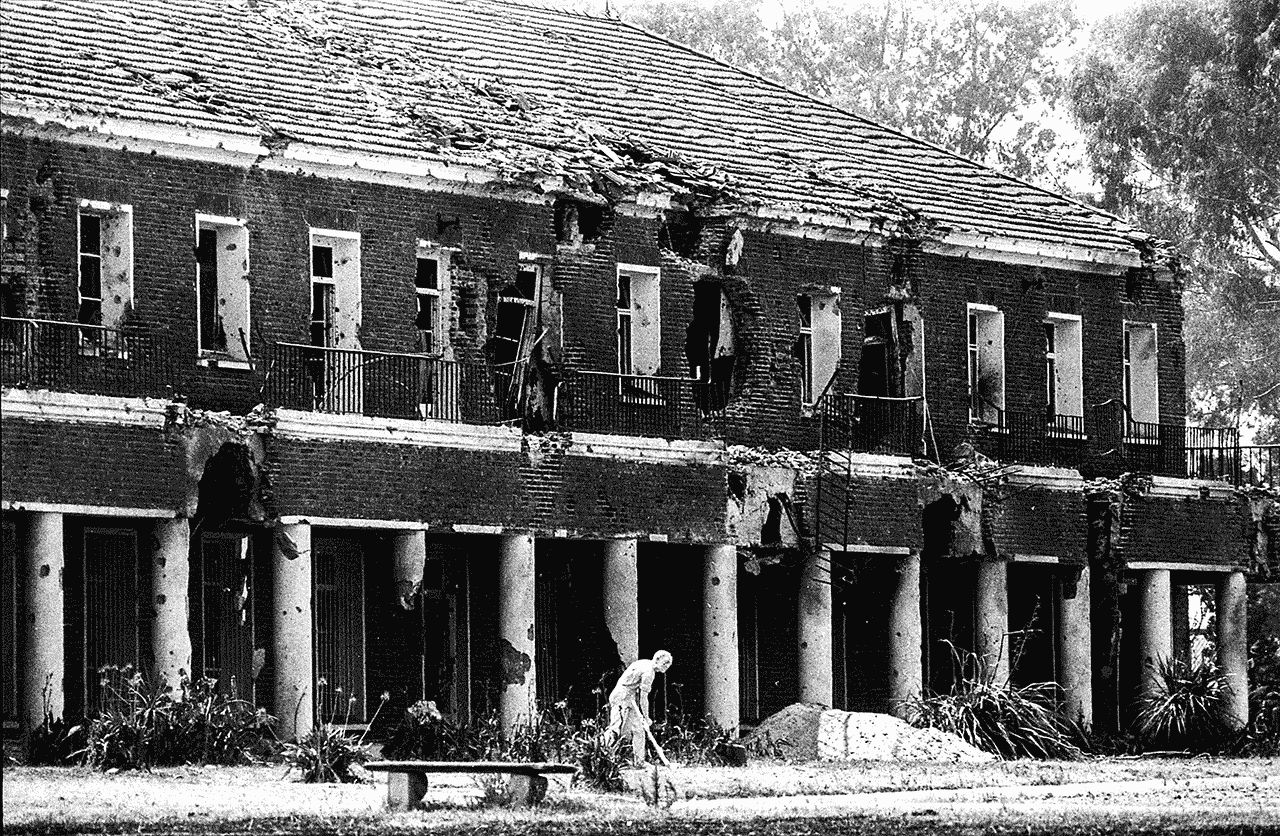
Cuartel de La Tablada luego del ataque.

Poco después de las 08:00, el general de brigada Arrillaga, a través de un megáfono, intimó a los atacantes a rendirse incondicionalmente. Provenzano, en nombre de los combatientes del MTP, respondió que están dispuestos a rendirse pero pidió la presencia de un juez y atención médica para los heridos. Arrillaga aceptó esas dos condiciones y se inició el proceso de rendición.
A las 09:00 comenzaron a salir del Casino de Suboficiales los hombres y mujeres que se hallaban allí. Lo hicieron por la puerta trasera del edificio que apunta a la Avenida Crovara, donde se encontraban los medios de comunicación, intercalados combatientes del MTP y militares. Claudia Acosta llevaba una remera oscura como bandera de rendición y Berta Calvo, muy malherida, era transportada sobre una puerta a modo de camilla. Todos caminaban hacia la Plaza de Armas, en donde fueron detenidos sin que ningún juez se hiciera presente. Mientras, Samojedny y Felicetti salieron para rendirse por una puerta lateral de la Compañía B, donde habían pasado la noche. Al momento de ser detenidos, los militares le fracturaron ambos brazos a Felicetti, esposaron a ambos combatientes y les vendaron los ojos, antes de llevarlos hacia el fondo del cuartel, fuera del alcances de las cámaras de televisión.

#### Detención
Las personas detenidas fueron llevadas al edificio de Logística, cerca de los galpones de los tanques. Allí fueron todas interrogadas, torturadas y vejadas por los militares, sin presencia de juez alguno. Los interrogatorios incluyeron preguntas sobre las organizaciones guerrilleras que actuaron en la década de 1970, así como sobre la Junta Coordinadora Nacional, una de las principales organizaciones alfonsinistas, con importantes cargos en el gobierno. Pocos días después, el secretario de Justicia de la Nación, Enrique Paixao, anunciaba que estaba en curso una investigación sobre posibles malos tratos a los detenidos.

#### Ejecuciones ilegales y desapariciones forzadas
Entre las nueve y las diez de la mañana, los militares asfixiaron intencionalmente a Berta Calvo, colocándole una bolsa en la cabeza. Asimismo separaron a Samojedny y Provenzano del grupo de detenidos, haciéndolos desaparecer forzadamente. Sus cadáveres nunca fueron encontrados.
Entretanto, se apersonaron en el cuartel el juez federal de Morón, Gerardo Larrambebere y el presidente Alfonsín. Vieron a los detenidos, aunque sin tomar sus nombres. Años después, entrevistado para el documental Tablada: el final de los '70, Alfonsín diría sobre las personas detenidas que luego no aparecieron que «hay dos que no puedo decir qué pasó». Alfonsín también reconoció que a los detenidos «se les hizo un camino para golpearlos un poco».

## Causas judiciales

### Causa «Abella y otros»
El primer juicio relacionado con los hechos de La Tablada se realizó ese mismo año y fue realizado en forma sumaria o abreviada, sin permitirle a los acusados apelar la sentencia, tal como lo establece la garantía del debido proceso. Los enjuiciados fueron trece personas detenidas dentro del regimiento, acusadas de ser autoras directas de las muertes y demás delitos cometidos durante el ataque, y otras siete personas detenidas con posterioridad, acusadas de haber colaborado. Los trece sobrevivientes enjuiciados fueron Claudia Beatriz Acosta, Miguel Ángel Aguirre, Luis Alfredo Díaz, Roberto Felicetti, Isabel Margarita Fernández, Gustavo Mesutti, José Moreyra, Carlos Ernesto Motto, Sergio Manuel Paz, Luis Darío Ramos, Sebastián Joaquín Ramos, Claudio Néstor Rodríguez y Claudio Omar Veiga. Las siete personas detenidas con posterioridad fueron Juan Carlos Abella, Juan Manuel Ernesto Burgos, Cintia Alejandra Castro, Miguel Ángel Faldutti, Daniel Alberto Gabioud Almirón, Dora Ester Molina y Juan Antonio Puigjané. La causa llevó el número 231, fue caratulada «ABELLA, Juan Carlos y otros s/…» y fue sentenciada por la Cámara Federal de San Martín. integrada por los jueces Hugo Rodolfo Fossati, Marta Herrera y Jorge Eduardo Barral.
Los imputados de participar en el hecho fueron juzgados en forma sumaria aplicando una norma de excepción que había sido sancionada en 1984 con la Ley 23 077, conocida como Ley de Defensa de la Democracia, que establecía que cuando se tratara de los delitos cometidos en el marco del artículo 210 bis del Código Penal, que contemplaba el caso de las organizaciones guerrilleras, la investigación debía completarse en un plazo máximo de 20 días corridos (art. 21) y el juicio debía realizarse en una sola instancia sin derecho a apelación (art. 15). Con posterioridad este tipo de juicio sumario sin apelación sería considerado violatorio de los derechos humanos por afectar el derecho al debido proceso, puntualmente las garantías de doble instancia y doble conforme.
La sentencia fue dictada el 5 de octubre de 1989, resultando condenados todos los acusados con las siguientes penas:
1. Roberto Felicetti: reclusión perpetua más la accesoria de reclusión por tiempo indeterminado;
2. Claudia Beatriz Acosta: reclusión perpetua;
3. Carlos Ernesto Motto: prisión perpetua;
4. José Alejandro Moreyra: prisión perpetua;
5. Sergio Manuel Paz: prisión perpetua;
6. Isabel Margarita Fernández: prisión perpetua;
7. Miguel Ángel Aguirre: prisión perpetua;
8. Claudio Néstor Rodríguez: prisión perpetua;
9. Claudio Omar Veiga: prisión perpetua;
10. Joaquín Sebastián Ramos: prisión perpetua;
11. Gustavo Alberto Messuti: prisión perpetua;
12. Luis Alberto Díaz: prisión perpetua;
13. Luis Darío Ramos: prisión perpetua;
14. Juan Antonio Puigjané: 20 años de prisión;
15. Dora Esther Molina: 15 años de prisión;
16. Miguel Ángel Faldutti: 13 años de prisión;
17. Daniel Alberto Gabioud Almirón: 13 años de prisión;
18. Cintia Alejandra Castro: 11 años de prisión;
19. Juan Manuel Burgos: 11 años de prisión;
20. Juan Carlos Abella: 11 años de prisión.

La sentencia incluyó una declaración final cuestionando «la conducta de algunos defensores», que cuestionaron la influencia de factores externos de poder sobre el tribunal, calificando sus expresiones como «agraviantes» y que «podrían exceder los límites de la defensa en juicio».

### Causa Maqueda
En un segundo juicio sobre los hechos de La Tablada fue enjuiciado en 1990 Guillermo Maqueda, acusado de haber colaborado con los atacantes. Al igual que en la causa «Abella y otros», Maqueda fue enjuiciado sumariamente y condenado a diez años de prisión, sin derecho a apelación. Por esta razón Maqueda recurrió ante la Corte Interamericana de Derechos Humanos (CIDH), que habilitó el «Caso Maqueda vs. Argentina». Antes de que la CIDH dictara sentencia, el Estado argentino llegó a un acuerdo con Maqueda, mediante el cual el presidente Carlos Menem dispuso por decreto la conmutación —reducción— de su pena, quedando en libertad.

### Causa Gorriarán Merlo y Sívori
Un tercer juicio sobre los hechos de La Tablada se realizó en 1997 contra Enrique Gorriarán Merlo y Ana María Sívori, luego de ser ilegalmente detenidos en México y transportados a la Argentina. Gorriarán fue condenado a cadena perpetua y Sívorí fue condenada a diecinueve años de prisión. A diferencia de lo sucedido en los dos juicios anteriores, en este caso el Estado argentino si respetó el derecho de los acusados a apelar la sentencia, que fue confirmada en 2000 por la  Cámara de Casación Penal.

### Causas por crímenes de lesa humanidad cometidos por funcionarios

#### Comisión Interamericana de Derechos Humanos

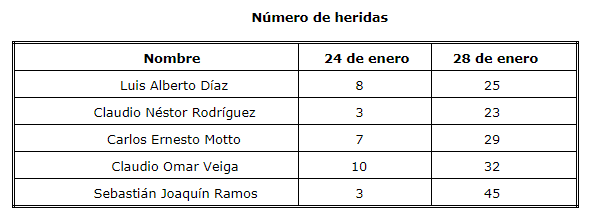
Tabla realizada por Amnesty International sobre la base de la comparación de los informes médicos policial (24 de enero) y penitenciario (28 de enero). Cuenta las heridas de cada persona al momento de ser detenido y cuatro días después. Presentada como prueba en el caso Avella ante la CIDH.

En 1997, la Comisión Interamericana de Derechos Humanos se pronunció sobre el caso de violaciones de derechos humanos en la represión del copamiento de La Tablada concluyendo que los militares y el Estado argentino fueron responsables de desapariciones, asesinatos y torturas:

A la vista de todos los elementos aportados por los abogados defensores en Argentina, los testimonios de los procesados y de los propios militares, al igual que otros elementos de prueba disponibles, la Comisión estima que el Estado faltó a su obligación de investigar de manera exhaustiva, imparcial y concluyente las graves denuncias de violaciones de  derechos humanos protegidos por la Convención Americana.     Como consecuencia, el Estado no ha esclarecido aún los hechos ocurridos con posterioridad a la rendición de los atacantes en el RIM 3 de La Tablada, ni tampoco ha identificado o sancionado a los responsables de las violaciones denunciadas. El Estado ha faltado a su deber de suministrar a las víctimas un recurso sencillo y efectivo que las ampare contra tales violaciones, consagrado en el artículo 25.1 de la Convención Americana.

#### Testimonio del sargento Almada
El sargento José Almada, que participó de la recuperación del cuartel, fue uno de los denunciantes de las violaciones a los derechos humanos cometidas:

Denuncié haber observado a dos personas que fueron rescatadas de la guardia cuando comenzó a incendiarse. Estas personas fueron entregadas al personal responsable y trasladadas al fondo del cuartel. Ahí comenzaron a ser interrogadas y a sufrir una sesión de torturas. Varando y el general Arrillaga, que era la máxima autoridad militar, manifiestan que estas personas fueron subidas a una ambulancia y que quedaron en custodia del suboficial Esquivel. El sargento ayudante Esquivel fue a recuperar a su hermano que estaba prisionero. Esquivel estaba conmigo; en un momento que ve salir a su hermano, sale corriendo para recuperarlo y recibe un impacto y se nos muere ahí a nosotros. También escuché por radio el diálogo que denuncié, en el que se ordenó poner fuera de combate a dos personas que habían sido capturadas. Y vi a una chica, que después me enteré que se llamaba Claudia Deleis, que levantaba los brazos en una clara señal de rendición y contra la que abrieron fuego.

Distintas organizaciones de derechos humanos (Madres de Plaza de Mayo Línea Fundadora, de las Abuelas, del Serpaj, de la APDH, de la Liga Argentina por los Derechos del Hombre y Familiares de Desaparecidos y Detenidos por Razones Políticas) sostuvieron que no se realizó «una investigación independiente, completa e imparcial con el objeto de identificar y sancionar a todas las personas que resulten individualizadas como responsables de las violaciones a los derechos humanos».
El 10 de noviembre de 2009, el juez federal de Morón, Germán Castelli ordenó la detención del general de brigada Alfredo Manuel Arrillaga y del mayor Jorge Eduardo Varando acusados por torturas y fusilamientos de atacantes del cuartel, calificando a los delitos como de lesa humanidad. Tres meses después la denominada «sala de feria» de la Cámara Federal de San Martín, integrada por los camaristas Jorge Barral, Hugo Fossati y Alberto Crisculo, sin descartar que los fusilamientos y tormentos aplicados a prisioneros rendidos hubieran ocurrido, resolvió que se trató de «un acto aislado, espontáneo, emprendido y no planificado, en respuesta a la inesperada agresión ilegítima de que fueron objeto tanto la instalación del Ejército Argentino como sus efectivos» por lo que no se daban «los elementos objetivos y subjetivos que caracterizan a los crímenes de lesa humanidad»; en consecuencia, al no proceder esta calificación los hechos se encuentran prescritos en virtud de los 21 años transcurridos y no pueden ya ser juzgados. La abogada Marta Fernández, viuda de Carlos Alberto Burgos, afirmó que ocho militantes fueron desaparecidos.

### Conmutación de penas
En octubre de 2000 el entonces presidente Fernando de la Rúa reconoció el incumplimiento de la garantía del debido proceso en el caso de La Tablada, y presentó un proyecto de ley con el fin de que diez años después de condenados tuvieran la posibilidad de apelar la sentencia.
Dos meses después De la Rúa conmutó las penas de todos los condenados en 1989. El decreto del presidente De la Rúa permitió que nueve de los once condenados que aún estaban encarcelados salieran en libertad en 2001, mientras que los dos restantes (Felicetti y Acosta) quedaron libres en 2006.

### Indulto presidencial de 2003
El 20 de mayo de 2003, por Decreto N.º 1230/2003, el entonces presidente Eduardo Duhalde indultó a todos los condenados por los hechos de La Tablada. Los indultos del presidente Duhalde de los autores del ataque a La Tablada, fueron acompañados por otros nueve indultos a nueve militares carapintadas condenados por actos de sedición contra el Estado democrático argentino, entre los que se encontraba Mohamed Alí Seineldín.

### Causa por la desaparición de José Alejandro Díaz
El 10 de diciembre de 2018 comenzó el primero de los juicios en los que se debe juzgar las responsabilidades por los cuatro desaparecidos que hubo en los hechos de La Tablada. El juicio tramitó ante el Tribunal Oral en lo Criminal Federal N.º 4, integrado por los jueces Matías Mancini, Esteban Rodríguez Eggers y Alejandro de Korvez, a quienes tocó juzgar las responsabilidades penales por la desaparición del militante del MTP José Alejandro Díaz, así como las torturas y posterior ocultamiento de su muerte, en el que se vio involucrado Alberto Nisman.
Las torturas y desapariciones de cuatro personas durante la represión del copamiento del cuartel de La Tablada, fueron investigadas en cuatro causas (1753, 1754, 1794 y 5110), en trámite ante el Juzgado Federal en lo Criminal y Correccional de Morón N.º 1, originalmente a cargo del juez Germán Andrés Castelli. El 7 de octubre de 2008, el Poder Ejecutivo Nacional dictó el Decreto N.º 1578/2008, enviando al juzgado de instrucción toda la documentación en poder de los organismos de inteligencia relacionados con los hechos de La Tablada. La documentación de inteligencia y fotografías tomadas de los detenidos-desaparecidos por Eduardo Longoni, fotógrafo del diario Clarín, permitieron al juez de la investigación reconstruir los hechos, en diciembre de 2009, procesar al general Alfredo Arrillaga (jefe del regimiento dónde sucedieron los delitos), y pedir la captura internacional del teniente coronel Jorge Varando (encargado directo de los detenidos-desaparecidos).
Pero la causa se paralizó al año siguiente, cuando la Cámara de Apelaciones de San Martín con fecha 4 de noviembre de 2010 resolvió declarar prescripta la causa por el paso del tiempo. Arrillaga tenía varias condenas por delitos de lesa humanidad cometidos durante la última dictadura, mientras que Varando había sido investigado por el asesinato de Gustavo Benedetto, como consecuencia de los disparos realizados desde el HSBC, donde Varando era jefe de seguridad, durante la llamada Masacre de Plaza de Mayo del 20 de diciembre de 2001. Transcurrieron cuatro años hasta que la Corte Suprema a fines de 2014 ordenó reabrir la causa.
La Cámara Federal de Casación Penal demoró otros dos años en cumplir el fallo de la Corte y revocar el sobreseimiento por prescripción en octubre de 2016. A fines de 2017 la causa fue elevada para que se realice el juicio oral, que recién comenzó el 10 de diciembre de 2018. Para entonces, uno de los acusados, el teniente coronel Varando, había fallecido.
Durante el juicio quedó demostrado que la versión oficial del Ejército Argentino era falsa. El Ejército había informado que José Díaz e Iván Ruiz habían sido detenidos y llevados ante el entonces mayor Varando, quien los puso bajo la custodia del sargento ayudante Raúl Ricardo Esquivel, para que los llevara a una ambulancia conducida por César Quiroga, para ser atendidos de sus heridas. Siempre según la versión falsa del Ejército, Díaz y Ruiz habrían asesinado al sargento Esquivel y fugado del regimiento.
Entre las pruebas que resultaron decisivas se encuentran las fotografías de Eduardo Langoni, y los testimonios del ambulanciero César Quiroga, del enfermero Mario Gualberto Cruz y el entonces jefe de los comandos, mayor Sergio Fernández. 
Las imágenes tomadas por el fotógrafo del diario Clarín Eduardo Longoni, en las que registró la detención con vida de José Díaz e Iván Ruiz, mostrando a uno de ellos con las manos en la nuca y al otro acostado, mientras un soldado les apunta.
El ambulanciero César Quiroga, al declarar como testigo, relató que su relato original ante el secretario del juzgado Alberto Nisman, había sido falsa y realizada bajo presión del Ejército y los funcionarios del juzgado:

Hace 30 años que llevo esa mochila encima, porque hay cosas que escribieron que no pasó. Me engancharon ahí -por decirlo de alguna forma- porque tuve movimiento dentro del cuartel. Me hicieron declarar por eso. Lo que engancharon ahí -en esa parte de la declaración- es que me encontré con un Mayor ‘Varando’. Eso es mentira. No sé quién es. No transporté ningún subversivo. No conocía a Esquivel ni me lo crucé. Y si me hubiesen tomado la declaración real, no servía para esto, porque no hice nada raro, solo llevar y traer heridos de la fuerza. Solo quiero aclarar que firmé eso por mi corta edad y corta carrera y por miedo de lo que viví en La Tablada. En el juzgado me dieron dos hojas que las tengo hace 30 años para que me acuerde de lo que supuestamente dije.
César Quiroga

La sentencia explica que los testimonios del enfermero Cruz y el general Sergio Fernández terminaron de "desmoronar" la versión oficial:

El golpe final a la versión de Varando lo dio el testimonio del enfermero Mario Gualberto Cruz, el que fue corroborado por el entonces jefe de los comandos mayor Sergio Fernández. Cruz contó en el debate la verdad de lo acontecido respecto de Esquivel, así como lo había hecho hacía treinta años ante cierto personal de asuntos jurídicos del Estado Mayor General del Ejército. Con sus dichos se acreditó que Esquivel murió mientras asistía la actividad de los comandos y no custodiando a detenidos.
Sentencia

Luego de evaluar las pruebas la sentencia concluye que los hechos sucedieron del siguiente modo:

Iván Ruiz y José Alejandro Díaz como intrusores, fueron separados de los conscriptos y desertores (que con ellos se encontraban al momento de ser detenidos). Estos últimos fueron hacia el perímetro del regimiento para luego ser evacuados en un vehículo militar. Respecto de Ruiz y Díaz, Naselli ordenó al entonces Cabo Primero Hugo Daniel Stegmann que los llevara detenidos al puesto comando de la Sección de la Escuela de Caballería encabezada por el Mayor Jorge Eduardo Varando con el objeto de que fueran interrogados. ´A punta de fusil´ fueron conducidos hacia dicho lugar. Díaz y Ruiz fueron interrogados, subidos a un Ford Falcón manejado por personal del Ejército Argentino y nada más se supo al respecto. Arrillaga controlaba la situación por ser el comandante táctico de la recuperación, en un combate desplegado en un área limitada del RIM III y cercada por personal militar. Todo este personal respondía a él, quien tuvo dominio efectivo sobre los detenidos. El imputado se aprovechó de su posición jerárquica para que se perpetrara el homicidio de José Alejandro Díaz. En tal sentido, se valió del total estado de indefensión de José Alejandro Díaz, quien se hallaba desarmado, detenido, severamente herido y en poder de su subordinado Varando. Concretamente, el aquí imputado acordó con -al menos- Varando la muerte de Díaz luego del interrogatorio, y proveyó y garantizó los medios y el marco de impunidad para que se pudiera actuar físicamente sobre la víctima quitándole la vida". Varando estaba imputado en la causa, pero murió antes de llegar a este juicio. El “al menos”, aparece como una manera de no descartar otras imputaciones de militares.
Sentencia

El fallo condenó a Arrillaga a la pena de cadena perpetua por el delito de homicidio agravado por alevosía. Arrillaga ya había perdido su estado militar con anterioridad, debido a múltiples condenas a prisión perpetua por crímenes de lesa humanidad en la Base Naval Mar del Plata cometidos durante la última dictadura cívico-militar y se encontraba cumpliendo condena. La sentencia ordenó también investigar las responsabilidades de los funcionarios del juzgado a cargo del juez Gerardo Larrambebere y el secretario Alberto Nisman, en la declaración falsa del ambulanciero César Quiroga.

## Análisis histórico
La versión del MTP elaborada en las memorias de Gorriarán Merlo afirman que el ingreso al cuartel por parte del grupo tuvo como finalidad detener un nuevo alzamiento carapintada, que debía producirse el día 23 de enero. Este alzamiento en preparación se habría propuesto no limitarse a los cuarteles sino salir a la calle y producir una suerte de «Noche de San Bartolomé» contra dirigentes progresistas. El complot también habría incluido, según denuncias de la dirección del MTP al diario Página/12, al militar carapintada Mohamed Alí Seineldín, al entonces candidato a presidente Menem y a otros dirigentes del peronismo. El lanzamiento de volantes según esta versión sería simplemente una «táctica de guerra» de parte del grupo armado.
Una segunda versión indica que el MTP habría sido víctima de una operación de inteligencia del Ejército o de la Junta Coordinadora Nacional del político radical Enrique Nosiglia. Según este razonamiento, los militares habrían alimentado la versión de una conspiración para instigar a la acción preventiva del MTP y así cobrarse cuentas pendientes a antiguos militantes del ERP, reverdeciendo la teoría del carácter agresor de la guerrilla en la represión de los '70 y enalteciendo su propio papel en el mantenimiento de las instituciones frente al accionar renovado de la guerrilla y, eventualmente, de los propios sectores carapintadas. Quienes señalan a la Coordinadora de Nosiglia aducen que, al denunciar un pacto Menem con Seineldín, la intención habría sido desprestigiar al candidato opositor al radicalismo que se perfilaba como el potencial triunfador en las elecciones de 1989.
Por otro lado, según la investigadora Claudia Hilb, se trataba de:

fabricar un presente ficticio: fabricar en primer lugar la materia a ser interpretada —el ficticio golpe «carapintada»— para sobre esta ficción erigir una mentira verosímil —fuimos a parar el golpe— que, bien instrumentada, deberá poder manipular ahora los sentimientos antigolpistas del pueblo en favor de la insurrección.

La conclusión de Claudia Hilb, basada en los testimonios que recopiló y en los razonamientos que formula, es que la cúpula del MTP preparó a una parte selecta de sus militantes para la acción armada, instruyó muy precariamente a otros pocos sobre el filo de la acción de La Tablada y ocultó ambos hechos a sus simpatizantes o a sus militantes más periféricos:

[...] Gorriarán se atuvo, en lo esencial, a lo que más abajo denomino la «versión oficial» de los hechos; aun así, el diálogo prolongado permitió que en los pliegues de esa versión oficial se ratificara una certeza, que a mí me resultaba fuertemente perturbadora de aquella versión oficial: las fuerzas atacantes habían buscado disimular su carácter de «civiles», arrojando volantes de un ficticio agrupamiento denominado Nuevo Ejército Argentino. Y había sido, en palabras de Gorriarán Merlo, «en el momento en que se empezó a decir que el grupo atacante no era un grupo carapintada sino un grupo de civiles» que la operación naufragó definitivamente. Asida al hilo conductor de esa certeza perturbadora reconocida de manera pública por Enrique Gorriarán Merlo encaré esta investigación.

Considera sorprendente que el grupo creyera que tendrían un apoyo popular masivo y una insurrección popular, y no el repudio altamente generalizado a la reaparición de la violencia política como forma de intervenir en la vida en común. La única explicación que encuentra es su incapacidad por comprender la sociedad sobre la que habían pretendido operar, su encierro autista en un microclima revolucionario que nada ni nadie, fuera de ellos, parecía avalar. La investigadora dice que como en aquellos casos en que regímenes totalitarios pretendieron alterar la memoria del pasado fabricando una historia ficticia —como el conocido caso de las fotografías en que se eliminó la presencia ahora indeseable de algún personaje— ese reducido grupo de personas urdió la construcción del escenario ficticio más propicio a sus proyectos en el que cifraban sus esperanzas de triunfo. Esa manipulación intencional de la verdad fáctica unida a un nivel de enajenación respecto de la realidad probablemente sin precedentes en la tradición de la izquierda, dan un rasgo específico a este resurgimiento de la violencia revolucionaria en los ochenta.
El investigador Felipe Celesia coincide en que no había tal intento de golpe carapintada sino que el MTP perseguía hacer la revolución según el modelo nicaragüense, mediante una insurrección popular que generara cambios políticos de fondo.